# Chamelet
Chamelet is een gemeente in het Franse departement Rhône (regio Auvergne-Rhône-Alpes) en telt 575 inwoners (1999). De plaats maakt deel uit van het arrondissement Villefranche-sur-Saône.

## Geografie
De oppervlakte van Chamelet bedraagt 14,6 km², de bevolkingsdichtheid is 39,4 inwoners per km².
De onderstaande kaart toont de ligging van Chamelet met de belangrijkste infrastructuur en aangrenzende gemeenten.

## Demografie
Onderstaande figuur toont het verloop van het inwonertal (bron: INSEE-tellingen).